# Alvin Childress
Alvin Childress (10 de septiembre de 1907 – 19 de abril de 1986) fue un actor teatral, cinematográfico y televisivo de nacionalidad estadounidense, conocido sobre todo por su papel del taxista Amos Jones en la serie televisiva de los años 1950 Amos 'n Andy.

## Biografía
Nacido en Meridian, Misisipi, se educó en el Rust College, donde obtuvo el título de Bachelor of Arts en Sociología. Cuando inició sus formación en el college, Childress no pensaba dedicarse a la actuación, pero acabó formando parte de actividades teatrales fuera del tiempo de estudio. Childress se mudó a Nueva York y trabajó como actor con los Harlem's Lafayette Players, un grupo de intérpretes de repertorio asociados con el Teatro Lafayette de Harlem. Al poco tiempo participó en el 'American Negro Theater' dentro del Proyecto de Teatro Federal, y en producciones cinematográficas con reparto de actores negros como Keep Punching (1939). Su mayor éxito teatral llegó con el papel de Noah en la popular comedia Anna Lucasta, que se representó en 957 ocasiones. Además, también trabajó en el Teachers College de la Universidad de Columbia, y dirigió su propia tienda dedicada a la radio y a los discos en Nueva York.  
Cuando tuvo noticia del casting para la serie televisiva Amos 'n Andy, Childress decidió presentarse, siendo contratado un año antes de que el show se emitiera. Fue escogido para encarnar a Amos Jones, y la serie fue emitida dos años por la CBS, trabajando también en la misma el comediante de vodevil Tim Moore. Childress en un principio quiso el papel de The Kingfish, pero Charles Correll y Freeman Gosden querían que interpretara a Amos.
Poco después de que el show hubiera finalizado, se planeó convertirlo en un número de vodevil, interpretando Childress, Spencer Williams y Moore los mismos papeles de la serie. No se sabe si llegó a hacerse alguna representación. En 1956, cuando el programa ya no se emitía, Childress y algunos de sus compañeros en el show (Moore, Williams y Lillian Randolph y su coro), empezaron una gira por el país bajo el título de "The TV Stars of Amos 'n' Andy". El tour fue frenado por la CBS, ya que la cadena consideraba que infringía sus derechos sobre el programa. Sin trabajo interpretativo, durante un corto tiempo Childress hubo de ganarse la vida aparcando coches en un restaurante de lujo de Beverly Hills, California.
Posteriormente, Childress pudo hacer otros trabajos televisivos, entre ellos el que interpretó en las series Perry Mason, Sanford and Son, Good Times y The Jeffersons, además de participar en las producciones cinematográficas Thunderbolt and Lightfoot (1974) y The Day of the Locust (1975).
La primera esposa de Childress fue Alice Herndon, escritora y actriz conocida por el nombre de Alice Childress (1916–1994). La pareja permaneció casada desde 1934 a 1957, y tuvo una hija, Jean Rosa.
Desde 1961 a 1973, Childress trabajó para el Departamento de Personal de Los Ángeles y en la Civil Service Commission del Condado de Los Ángeles.
Afectado de diabetes y de otras enfermedades, Alvin Childress falleció en Inglewood, California, en 1986. Fue enterrado en el Cementerio National Memorial Harmony Park en Landover (Maryland).

## Trabajo interpretativo
Selección de sus actuaciones teatrales
- Savage Rhythm (1931)
- Brown Sugar (1934)
- Sweet Land (1936)[24]
- The Case of Philip Lawrence (1937)
- Haiti (1938)[25]
- Hell's Alley (1938)
- Natural Man (1941)
- Two on an Island (1942)
- Anna Lucasta (1944–46)
- Striver's Row (1946)
- The Amen Corner (1968)

Selección de sus actuaciones cinematográficas
- Harlem is Heaven (1931)
- Hell's Alley (1931)
- Out of the Crimson Fog (1932)
- Dixie Love (1934)
- Keep Punching (1939)
- Anna Lucasta (1959)[26]
- The Day of the Locust (1975)